# Archivio nazionale cinematografico della Resistenza
L'Archivio nazionale cinematografico della Resistenza (ANCR) è nato a Torino nel 1966. Ne sono stati presidenti Franco Antonicelli e Paolo Gobetti. Attualmente l'Archivio è presieduto da Bruno Gambarotta e diretto da Paola Olivetti.
L'Archivio nasce per raccogliere le pellicole di finzione e documentarie riguardanti la Resistenza italiana e si è ampliato, soprattutto in seguito all'azione di Paolo Gobetti, accogliendo le testimonianze dirette dei protagonisti dell'antifascismo e della lotta di liberazione.